# 江正
江正（?—?），字元叔，北宋初年江南人，藏书家。
五代十国时江正出仕南唐，为李煜大臣。宋太祖时，江正和樊若水献平定江南之策，江正为内应。宋朝灭南唐后，官至比部郎中。江正喜欢藏书，曾经在南唐担任越州刺史，吴越藏书很多，于是多方借本誊写，宋太祖破江南，共得藏书数万卷。晚年任安州刺史，归来载满其藏书，筑室珍藏。他死后藏书全部散佚。